# 오사카시 교통국 23계 전동차
오사카 시 교통국 23계 전동차(일본어: 大阪市交通局23系電車)는 오사카 시 교통국 20계 전동차의 두 번째 모델로 1990년부터 1997년까지 제작된 차량으로 오사카 시영 지하철 요쓰바시 선에 도입하기 위해 투입되었다.